# アウラータ・クインテット
アウラータ・クインテット（Aurata Quintet）は、室内合奏団。
ミュンヘン国際音楽コンクールでは、終了後の翌年7月頃に、前年の部門優勝者やそれ以前の部門優勝者をメンバーに加えたARD室内楽音楽祭をドイツ国内で開催している。各部門上位入賞者による室内楽音楽祭の開催は、他の世界の音楽コンクールの中でも、ユニークである。
2006年6月のARD室内楽音楽祭では、参加メンバーの組合せによる様々な室内楽曲が演奏されている。なかでも、シューベルトのピアノ五重奏曲「鱒」は、ミュンヘンやベルリン等で聴衆の絶賛を博した。2006年開催の音楽祭で演奏した五重奏のメンバーは、以下の通りである。
- ヴァイオリン：岡崎慶輔（2005年優勝）
- ビオラ：清水直子（1997年優勝） - ベルリン・フィルハーモニー管弦楽団首席奏者
- チェロ：趙静（Zing Zhao、2005年優勝）
- コントラバス：ナビル・シェハータ（Nabil Shehata、2003年優勝）
- ピアノ：オズガー・アイディン（Ozgur Aydin、1997年優勝）

この5人のメンバーは、オズガー・アイディンの発案で、この音楽祭での演奏会を機に、ラテン語で「黄金の鱒」を意味する「アウラータ」をつけ、「アウラータ・クインテット」（Aurata Quintet）と称し、その後の演奏活動を積極的に行っている。これまでに、ドイツ国内を始め、アウラータ・クインテットとして、ギリシャ、トルコ、ラトビア、及び豪華客船 MS EUROPA のクルージング中のコンサートなどに出演している。日本では、2008年ベルリン・フィルの来日公演に合わせ、王子ホールで初のコンサートが行われた。あいにく、チェロとコントラバスは奏者に変更があったものの、日本初演は、大成功であった。